# Anneliese Michel
Anneliese Michel, född 21 september 1952, död 1 juli 1976, var en tysk kvinna som påstod att hon var besatt av sex demoner och bad om att bli hjälpt med hjälp av exorcism. Hon dog av undernäring och uttorkning till följd av nästan ett års undermåligt näringsintag. Trots att den trosbaserade behandlingen utfördes på hennes egen begäran, blev både prästen som utförde exorcismen och Michels föräldrar dömda för dråp. Den katolska kyrkan, vilken godkänt exorcismen, bytte, under stora påtryckningar från media, sida och uppgav att flickan led av psykiska störningar. Många tror än idag att Michel var besatt av demoner och hennes gravplats besöks därför än av pilgrimer. Berättelsen om Michel finns skildrad i två filmer, den tyska filmen Requiem och den amerikanska filmen The Exorcism of Emily Rose. Michel upplevde svåra psykiska störningar från 16-årsåldern intill sin död.

## Psykiatrisk behandling
Vistelsen på det psykiatriska sjukhus som Anneliese låg på förbättrade inte hennes hälsa, dessutom började hon under vistelsen att plågas av depression. Genom att hennes liv kretsade kring den katolska tron, började Anneliese se dragen av att hon var besatt av onda andar. Hon blev alltmer frustrerad av att det medicinska ingripandet inte hade någon effekt på det som hon uppfattade var sina verkliga problem. Långtidsmedicinering visade sig vara utan framgång, och hennes tillstånd (inklusive hennes depression) blev värre och värre med tiden. Ständigt jagad av demoniska bilder, intolerant mot heliga platser och föremål, var hon säker på att demoner hade besuttit henne. Det är viktigt att notera att hon innan och under den exorcistiska ritualen tog starka läkemedel som påverkar nervsystemet och kan resultera i förändringar i uppfattningsförmågan, sinnesstämningen och beteendet.
Efter det tredje anfallet i juni år 1970, under vistelsen på psykiatrisjukhuset, skrev läkaren ut hennes första medicin mot epilepsi. Medicinen botade dock inga av hennes anfall och Anneliese fortsatte se vad hon kallade ”demoniska ansikten” på vissa tider under dagen. Under samma tidsperiod, blev Anneliese övertygad om att konventionell medicinsk behandling inte kunde hjälpa henne, eftersom hon inte kände sig bättre av den. Hon blev mer och mer säker på att hennes sjukdom var av ett andligt slag och hon bad kyrkan att utföra en exorcism på henne. Anneliese blev nekad hjälp av det slaget, dock, och en annan medicin skrevs istället ut till henne: Aolept (pericyazin). Pericyazin liknar klorpromazin (även känt som Hibernal), vilket används vid psykoser och paranoida tillstånd.
I november år 1973 startade Anneliese en behandling med ett annat läkemedel, karbamazepin (Tegretol). Detta är ett vanligt förekommande anti-epileptiskt medel, som även används mot kronisk smärta. Anneliese tog karbamazepin ofta, tills kort före sin död, då hon inte var kapabel till att svälja någonting. I september år 1975 fick Anneliese tillstånd av katolska kyrkan att, genom en exorcism, driva ut de andar som hon trodde att hon var besatt av. Sammanträden för att studera den romerska exorcismritualen började. Den 1 juli 1976 var dagen som Anneliese förutspådde som dagen då hon skulle bli befriad från alla onda andar som hade besuttit henne. Under denna dag, dock, avled hon i sömnen. Vid midnatt när, enligt vad hon själv sagt, demonerna var tvungna att lämna henne, då slutade raseriutbrotten. Utmattad, men fridfull, somnade hon och vaknade aldrig upp igen. En teori som har framförts är att det läkemedel hon tog, d.v.s. karbamazepin, skulle haft något att göra med hennes död. Karbamazepin kan enligt FASS visserligen i sällsynta fall leda till förvirring och aktivering av psykotiska symtom, agitation, oro, rastlöshet, aggressivitet och depression. I obduktionsprotokollet slogs det emellertid fast att dödsorsaken var undernäring och uttorkning till följd av nästan ett års undermåligt näringsintag.

## Åtal och rättsalsanklagelser
Efter utredningen sade åklagaren att Annelieses död skulle ha kunnat förhindras till och med en vecka innan hon dog. Han anklagade alla fyra som stod till svars – Pastorn Ernst Alt, Fader Arnold Renz och Annelieses föräldrar – för vårdslöshet under tiden som Anneliese var självmordsbenägen och att de trots uppförandet inte tog kontakt med en läkare. Rättegången startade den 30 mars 1978 i traktens domstol och ådrog sig stort intresse. Före rättegången hävdade doktorerna att Anneliese inte var besatt, även om Dr. Richard Roth, som både var vittne till exorcismen (den 30 maj 1976) och även där som medicinsk hjälp, sade efter vad som påståtts att ”Det inte finns någon injektion som hjälper mot djävulen”. Prästerna var försvarade av advokater betalade av kyrkan. Föräldrarnas försvarsadvokater påstod att exorcistiska ritualer var lagligt och att den tyska grundlagen tillät medborgare att ha olika trosuppfattningar.
Försvarsadvokaterna spelade band från olika exorcistiska ritualer, ibland med något som de förklarade som att demonerna grälade med varandra, för att bevisa att Anneliese var besatt. Båda prästerna var djupt övertygade om att hon var besatt och att hon blev fri från demonerna i samma ögonblick som hon dog. Slutligen blev de anklagade funna skyldiga till dråp som ett resultat av vårdslöshet och fick sex månaders villkorlig dom.

## Gravöppningen

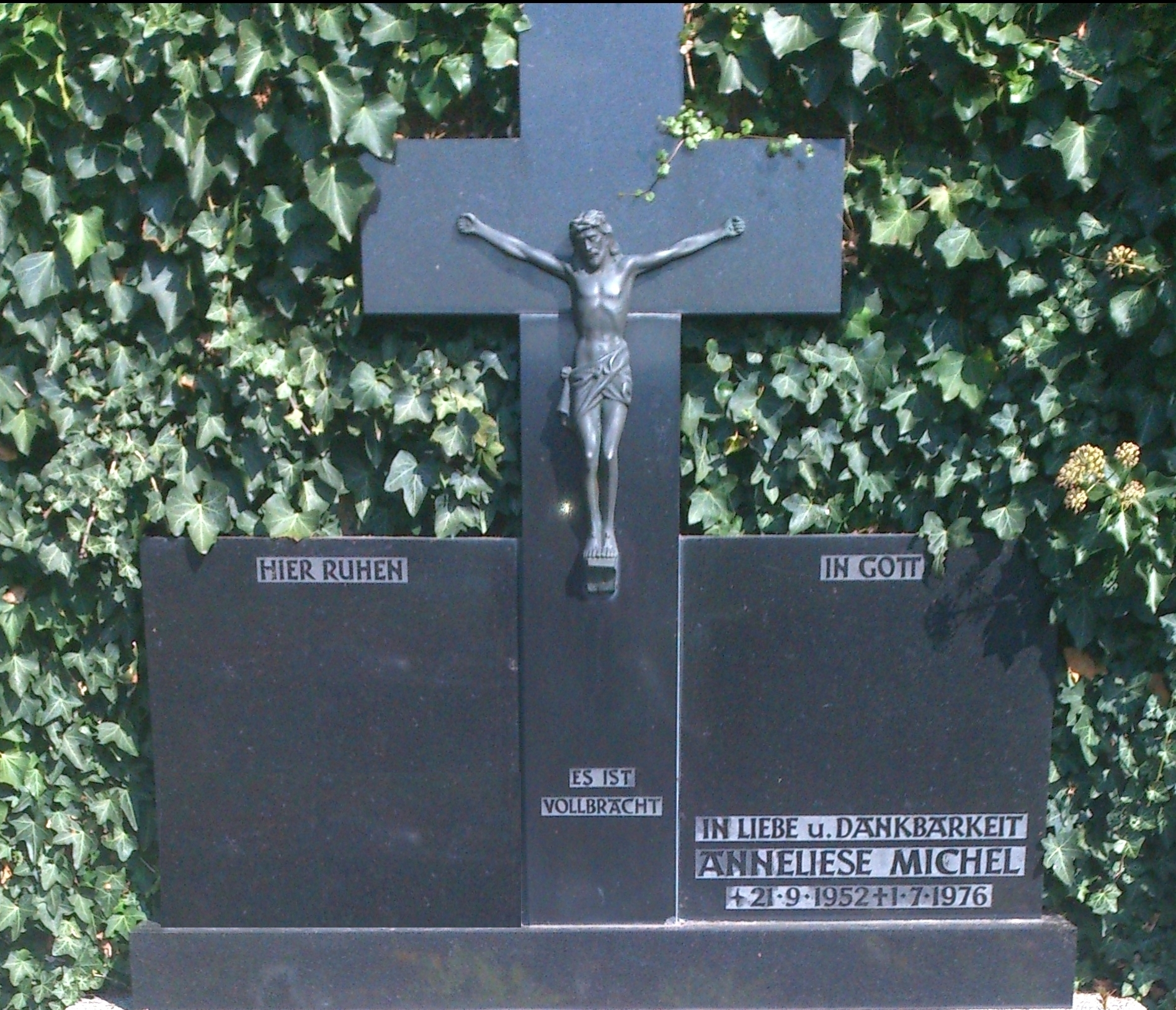

Innan rättegången, bad föräldrarna myndigheten om tillåtelse att gräva upp kvarlevorna av Anneliese. Föräldrarna bad om detta efter att ha fått ett meddelande från en karmelitnunna som levde i Allgäudistriktet i södra Bayern. Nunnan hade berättat för föräldrarna att hon hade haft en syn om att Annelieses kropp fortfarande var helt intakt, och detta skulle vara beviset för att Anneliese hade varit med om någonting övernaturligt. Det officiella skälet, som föräldrarna gav till myndigheten, dock, var att Anneliese hade blivit begraven i stor brådska och i en simpel kista. Nästan två år efter begravningen, den 25 februari 1978, flyttades Annelieses kvarlevor till en nybyggd ekkista som var tätad med tenn.
De officiella rapporterna, som inte har blivit omtvistade av några myndigheter, visar att kroppen var mer eller mindre sönderfallen. Foton som var tagna under uppgrävningen offentliggjordes aldrig. Vissa tror att människorna som var med och öppnade graven, lyfte Anneliese i hennes händer och ben från den ena kistan till den andra, andra spekulationer är att kroppen, trots de år som gått, lätt kunde lyftas från kista till kista. De anklagade exorcisterna – Annelieses föräldrar och de två prästerna – blev hindrade från att se Annelieses kvarlevor. Fader Arnold Renz påstod senare att han även hade blivit hindrad från att besöka bårhuset.
De sex demoner som efter vad som påstods hade besatt Anneliese var Hitler, Kain, Nero, Judas, Fleischmann (den vanärade frankiska 1600-talsprästen Valentin Fleischmann), och Lucifer. I filmen, The Exorcism Of Emily Rose, har Hitler och Fleischmann bytts ut mot Belial (demon) och Legion (demon), två demoner (som besatte människor) som är omnämnda på flera ställen i Bibeln.

## Efterlämningar
Biskopen Josef Stangl som godkände exorcismen, och som genom brev tog kontakt med de två prästerna dussintals gånger, blev även han utredd av myndigheterna. De bestämde sig för att inte väcka åtal mot Josef Stangl eller be honom att uppträda vid rättegången på grund av biskopens ålder och dåliga hälsa.
Domstolsfallet, kallat Klingenbergsfallet, blev grunden till Scott Derricksons film The Exorcism of Emily Rose (2005). Filmen avviker stort från de verkliga händelserna (som exempel är filmen inspelad i USA och Anneliese blev omdöpt till Emily Rose, även det som hände i rättssalen fick en helt annorlunda utgång till skillnad från verkligheten). Den tyska filmen Requiem (2006) av Hans-Christian Schmid berättar dock en mycket sannare bild av de verkliga händelserna.
Än idag finns Annelieses grav i Klingenberg am Main, kristna pilgrimer som anser att Anneliese var en gudfruktig troende, som upplevde extremt lidande för att befria många människor från helvetet vallfärdar till denna plats.